# گلوگافوس
گلوگافوس (به لاتین: Gluggafoss) یک آبشار در ایسلند است.